# Žabokvica
Žabokvica (en serbe cyrillique : Жабоквица) est un village de Bosnie-Herzégovine. Il est situé dans la municipalité de Srebrenica et dans la république serbe de Bosnie. Selon les premiers résultats du recensement bosnien de 2013, il compte 272 habitants.

## Démographie

### Répartition de la population par nationalités (1991)
En 1991, le village comptait 681 habitants, répartis de la manière suivante :